# Teixit erèctil
El teixit erèctil és aquell que té la capacitat de tornar-se erecte, generalment en omplir-se amb sang. És present en certes parts del cos, com el penis i el clítoris, o també la cresta d'alguns animals. No obstant això, l'erecció dels mugrons, que no tenen teixit erèctil, es deu a la contracció d'un múscul llis, sota el control del sistema nerviós autònom. El plomall de les aus funciona d'una forma semblant a aquest darrer cas.